# Parvotettix whinrayi
Parvotettix whinrayi är en insektsart som beskrevs av Richards, A.M. 1974. Parvotettix whinrayi ingår i släktet Parvotettix och familjen grottvårtbitare. Inga underarter finns listade i Catalogue of Life.